# Alexandra Hagan
Alexandra Hagan (Bunbury, 21 de marzo de 1991) es una deportista australiana que compitió en remo.
Ganó una medalla de bronce en el Campeonato Mundial de Remo de 2013, en la prueba de cuatro sin timonel. Participó en dos Juegos Olímpicos de Verano, ocupando el sexto lugar en Londres 2012 y el séptimo en Río de Janeiro 2016, en la prueba de ocho con timonel.

## Palmarés internacional
| Campeonato Mundial | Campeonato Mundial      | Campeonato Mundial | Campeonato Mundial |
| Año                | Lugar                   | Medalla            | Prueba             |
| ------------------ | ----------------------- | ------------------ | ------------------ |
| 2013               | Chungju (Corea del Sur) | Medalla de bronce  | Cuatro sin timonel |